# Nirugah Atomi
Nirugah Atomi – osiedle w południowym Iranie, w ostanie Buszehr. W 2006 roku miejscowość liczyła 3 341 mieszkańców w 921 rodzinach.